# 陳文文
陳文文（1908年1月2日—1966年12月7日），南越政治人物，原越南共和國議員，政治團體卡拉韋勒集團的18名政治家之一，1966年在西貢街頭被越共殺手槍殺。

## 生平

### 早年經歷
1908年1月2日陳文文出生於龍川省禿衂郡的新祿東村（làng Tân Lộc Đông）的一個五子之家中，父親陳武維任知縣，母親名叫李氏化。
陳文文先於美湫中學（Collège de Mỹ Tho）上小學，後前往西貢的夏瑟盧-魯巴中學上中學。1926年因爲參加潘周楨在西貢的葬禮引發的罷課，陳文文被學校開除。
隨後陳文文前往法國完成學業，後畢業於法國巴黎高等商業研究學院和英國牛津大學。
1936年回國後，陳文文在加拿大鋁業公司工作。1938年，與工程師柯往靳一起成立了越南第一家鋼鐵鑄造廠“靳-文鑄造廠”（Fonderie Cân & Văn）。1945年時柯萬靳在陳仲金的越南帝國政府中擔任西貢都長一職，後北上擔任越南民主共和國輕工業部部長。
1940年陳文文與原西貢瑪麗·居里中學女學生裴氏豔（Bùi Thị Diệm）結婚，裴氏豔的父親裴光丑是印度支那立憲黨創始人裴光昭的弟弟，居住於龍川。兩人育有三個兒子。

### 抗戰
陳文文因爲參加了爭取國家獨立的反法抗戰而進入了政界。1945年5月，他到順化在陳仲金政府的經濟部長胡佐卿博士手下擔任辦公室主任。在陳仲金政府解散后，陳文文回到南方，以經濟委員的身份參加反法獨立抗戰。

### 越南國政府
1946年7月，陳文文回到西貢。當時，法國人已經重返印度支那，並承諾將給予越南獨立。1949年7月，他被任命爲由保大擔任國長的越南國政府經濟與計劃總長。當時，越南新聞通訊部部長陳文宣帶着家人從河內來到夏瑟盧-魯巴街198號與陳文文一家同住一所房子。過了一段時間后，陳文文和當時的農業部部長潘克丑一起辭職，抗議法國的變相殖民政策，並非真誠地將獨立歸還於了越南。
之後，陳文文繼續與包括陳文香、潘克丑、胡文日、黃金友、吳玉對、阮流園、阮玉安在內的密友們為國家的獨立、自由和進步而奮鬥。他與所有人物、團體和教派等都有密切的聯繫，但本人沒有加入任何黨派或組織。

### 吳廷琰政權
1954年，吳廷琰回國擔任首相，並邀請陳文文參政，但他拒絕了。然而，1954年7月，他出席了由外交部長陳文杜代表吳廷琰政府參與的日內瓦會議。

### 軍政府
1963年11月1日，以楊文明將軍爲首的軍人發起政變，總統吳廷琰和顧問吳廷瑈被殺死。在隨後的非常緊張的時期中，陳文文努力建立基本的民主結構和體制，以穩定南方的政治形勢，並重新建立民政府。在此期間，他擔任了以下職位：
- 1964年1月至1964年4月：人士委員會主席。在1964年1月的不流血的政变後，該委員會被阮慶將軍解散。
- 1964年9月23日至1964年12月19日：國家高級委員會祕書長。該機構的任務旨在起草一份憲章，並在等待選舉舉行的同時任命一位國長。阮慶將軍解散了國家高級委員會，並將陳文文在崑嵩軟禁了三個星期。
- 1966年7月5日至1966年9月26日，軍民委員會（Hội đồng Dân Quân）主席。

1966年9月底，陳文文當選為議員。
在回答外國記者提問時，陳文文確認了他將於1967年參與總統競選。

## 遇刺身亡
1966年12月7日，陳文文駕車前往工作途中，於潘廷逢路和潘繼炳路拐角處被兩名年輕的刺客槍殺。其中一名兇手武文奄隨後被抓捕，經審判後被流放到崑島，1975年越南共和國政權倒臺後獲得自由，2018年被授予人民武裝力量英雄。

### 腳註
1. ↑  被稱爲“沙洲”（cù lao Cát）
2. ↑  林禮禎文中作莫挺之路。[7]

## 外部鏈接
- Tran Van Van - SEASSI Presentation （页面存档备份，存于）
- Tran Van Van (Trần Văn Văn) | Virtual Saigon （页面存档备份，存于）
- Vụ ám sát Dân biểu TRẦN VĂN VĂN ngày 7-12-1966 （页面存档备份，存于）